# تلما کوین لانگ
 تلما کوین لانگ (انگلیسی: Thelma Coyne Long؛ زاده ۱۴ اکتبر ۱۹۱۸ - درگذشته ۱۳ آوریل ۲۰۱۵) یک تنیس‌باز اهل استرالیا بود.